# توماس هيلز
توماس هيلز (17 نوفمبر 1796 - 19 أبريل 1866)  (بالإنجليزية: Thomas Hills)‏ هو لاعب كريكت بريطاني.